# Dungus Cariang
Dungus Cariang is een bestuurslaag in het regentschap Kota Bandung van de provincie West-Java, Indonesië. Dungus Cariang telt 18.069 inwoners (volkstelling 2010).